# Blue balls
Blue balls – potoczne określenie dyskomfortu pojawiającego się w okolicy jąder związanego z przedłużonym podnieceniem seksualnym i brakiem ejakulacji.
W języku niemieckim tę dolegliwość określa się wyrazami Kavaliersschmerzen oraz Bräutigamsschmerzen, oznaczającymi w wolnym tłumaczeniu bóle kawalerskie lub bóle pana młodego. Weinzimer i Thornton zasugerowali określenie tego stanu jako "nadciśnienie najądrza". Pojęcie nie jest powszechnie uznawane w literaturze medycznej.

## Przyczyna
Przyczyną jest długotrwałe podniecenie seksualne, które nie zakończyło się orgazmem. Podczas podniecenia u seksualnie dojrzałego mężczyzny przywspółczulny układ nerwowy zwiększa ilość impulsów do tkanek genitalnych, które prowadzą do zwiększonego przepływu krwi w rejonach penisa, jąder i prostaty. Zwężanie się mięśni powoduje lokalny wzrost ciśnienia krwi, który zapewnia też stabilną erekcję niezbędną do penetracji podczas stosunku.
Jeśli wskutek braku ejakulacji nie dochodzi do rozluźnienia mięśni i przywrócenia krążenia, tkanki zostają niedotlenione, co powoduje dyskomfort.

## Leczenie
Choć samo zjawisko znane jest w medycynie ludowej, nie było dotąd przedmiotem analizy w literaturze medycznej. Najłatwiejszy sposób na pozbycie się objawów to rozładowanie seksualne poprzez wytrysk (orgazm). Chalett i Neremberg w piśmie Pediatrics sugerują, że równie pomocny może być wysiłek fizyczny, np. przenoszenie ciężkiego przedmiotu. Źródła nienaukowe sugerują w takich przypadkach zimny prysznic, który ma pobudzać krążenie krwi.

## U kobiet
Kobiety również mogą odczuwać dyskomfort związany z brakiem rozładowania seksualnego, gdy krew gromadzi się w okolicach ich narządów płciowych.